# Meridiano 140 W
O meridiano 140 W é um meridiano que, partindo do Polo Norte, atravessa o Oceano Ártico, América do Norte, Oceano Pacífico, Oceano Antártico, Antártida e chega ao Polo Sul. Forma um círculo máximo com o Meridiano 40 E.
Começando no Polo Norte, o meridiano 140º Oeste tem os seguintes cruzamentos:
| País, território ou mar | Notas                                                                                                |
| ----------------------- | --- |
| Oceano Ártico           | |
| Mar de Beaufort         | |
| Canadá                  | Yukon                                                                                                |
| Estados Unidos          | Alasca                                                                                               |
| Oceano Pacífico         | |
| Polinésia Francesa      | Ilha de Nuku Hiva                                                                                    |
| Oceano Pacífico         | Passa a leste da ilha Ua Pu, Polinésia Francesa · Passa a leste do Atol Fakahina, Polinésia Francesa |
| Oceano Antártico        | |
| Antártida               | Território não reivindicado                                                                          |